# Nummernstempel
Nummernstempel ist ein Sammelbegriff für Poststempel, die anstelle von Ortsnamen und Datum nur eine stets zentrierte Nummer zeigen und (im Gegensatz zu so genannten Nebenstempeln) zum Entwerten der Briefmarken verwendet wurden. Die Nummern standen üblicherweise für ein bestimmtes Postamt.
Die Stempel werden nach ihrer Form weiter untergliedert in Gitternummernstempel, Rostnummernstempel, Ringnummernstempel, Strichnummernstempel, Mühlradstempel, Dreiringstempel, Vierringstempel usw. Solche Nummernstempel waren in verschiedenen altdeutschen Staaten in der zweiten Hälfte des 19. Jahrhunderts gebräuchlich. 
Beispiele für Postgebiete mit Nummernstempel:
- bei der Badischen Post gab es z. B. den Fünfring- und Uhrradstempel
- bei der Bayerischen Post offene und geschlossene Mühlradstempel
- bei der Braunschweigischen Post Rostgitterstempel bzw. Balkenstempel,
- bei der Preußischen Post Vierringstempel
- bei der Sächsischen Post Gitterstempel
- bei der Schleswig-Holsteinischen Post Roststempel
- sowie dänische Dreiringstempel
- und die Postverwaltung der Thurn-und-Taxis-Post nutzte ebenfalls Drei- und Vierringstempel
- bei der Württembergischen Post kamen Nummernstempel (Mühlradstempel) versuchsweise zum Einsatz

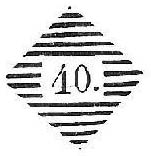
Braunschweiger Rostgitterstempel Nr. 40
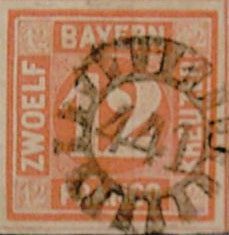
Bayerischer geschlossener Mühlradstempel Nr. 441
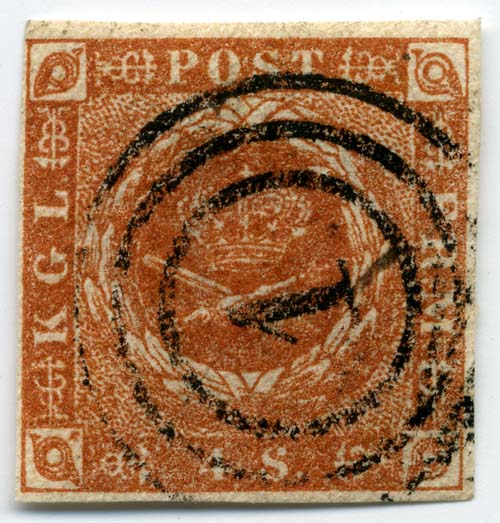
Dänischer Dreiringstempel
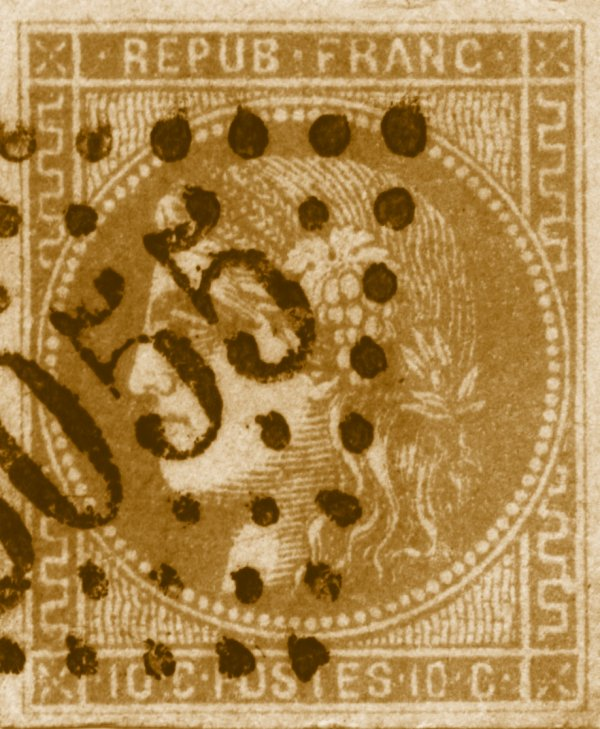
Französischer Rhombuspunktstempel

Auch in weiteren europäischen Staaten kamen im 19. Jahrhundert Nummernstempel zum Einsatz, so in Belgien, Dänemark, Finnland, Frankreich, Griechenland, Großbritannien, Italien, Niederlande, Norwegen, Polen, Portugal, Russland und Spanien (mit Distriktsnummern).
Nummernstempel wurden üblicherweise noch im 19. Jahrhundert durch Orts- und Datumsstempel verdrängt, wodurch entsprechende Nebenstempel überflüssig wurden. Als letztes europäisches Land nutzte Island von 1903 bis 1930 noch Nummernstempel.